# Скворцов, Виктор Васильевич
Виктор Васильевич Скворцов (5 июля 1939, Больше-Лаврово, Мичуринский район, Тамбовская область, РСФСР, СССР — 24 июня 2005, Москва, РФ) — выдающиеся советский и российский библиотековед, библиотечный деятель и преподаватель, доктор педагогических наук, профессор (1992).

## Биография
Родился 5 июля 1939 года в Больше-Лаврове. В 1957 году поступил на библиотечный факультет МГИКа, который он окончил в 1962 году, в том же году поступил на аспирантуру там же, которую он окончил в 1974 году. В 1965 году был избран на должность директора библиотеки Калининского политехнического института, данную должность он занимал вплоть до 1969 года. В 1975 году был принят на работу во ВГБИЛ, где почти год заведовал отделом библиотековедения и НМР, В 1976 году был принят на работу в ГБЛ, где на протяжении двух лет заведовал сектором общетеоретических проблем библиотековедения и истории библиотечного дела. В 1978 году был принят на работу в Центральный институт повышения квалификации руководящих и творческих работников культуры, где он занимал должность заместителя директора вплоть до 1980 года. В 1981 году вернулся в МГИК, где преподавал на библиотечном факультете вплоть до смерти.
Скончался 24 июня 2005 года в Москве.

## Научные работы
Основные научные работы посвящены общетеоретическим проблемам библиотечного дела, методологии, методики и организации НИР в области библиотековедения, библиотечной науки и практики за рубежом. Автор свыше 200 научных работ, а также учебников по библиотековедению и учебных и методических пособий.